# 밀항

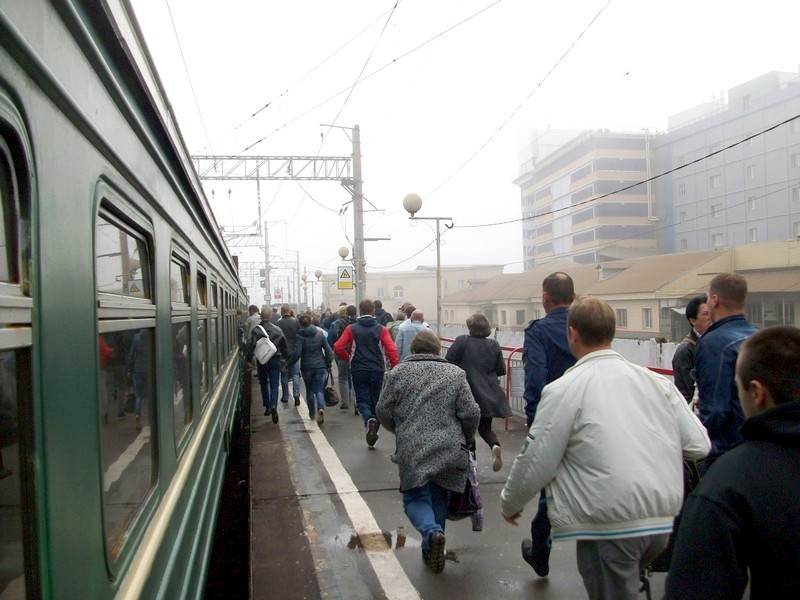

밀항(密航)은 정규적인 출입국 절차를 거치지 않고 다른 나라로 가는 것을 말한다. 돈을 내지 않고 비행기나 선박등을 몰래 타는 경우와, 범죄인 등이 돈을 들여 배편 따위를 구해 빠져나가는 경우로 나뉜다.